# Политотдельский (Белгородский район)
Политотдельский — посёлок в Белгородском районе Белгородской области. Входит в состав Майского сельского поселения.

## География
Посёлок расположен на федеральной автомобильной дороге М2 «Крым» южнее районного центра — Майского.
Часовой пояс
Посёлок Политотдельский как и вся Белгородская область, находится в часовой зоне МСК (московское время). Смещение применяемого времени относительно UTC составляет +3:00.

## Население
| 2002 | 2010 |
| ---- | ---- |
| 803  | ↗825 |